# Marcelo González (Fußballspieler, 1988)
Marcelo González, vollständiger Name Marcelo González Barragán, (* 18. Juli 1988 in Montevideo) ist ein uruguayischer Fußballspieler.

## Karriere

### Verein
Der 1,72 Meter große Defensivakteur González gehörte mindestens im Jahr 2005 der Jugendabteilung des Danubio FC an. In der Saison 2006/07 wird er in der Clausura 2007 als Mitglied des Profikaders geführt und gewann mit dem Team die Uruguayische Meisterschaft. Zum Meisterschaftsgewinn trug er mit zwölf Erstligaeinsätzen (kein Tor) bei. Anfang Februar 2009 wechselte er von den Montevideanern zum griechischen Klub Levadiakos. In der Spielzeit 2009/10 absolvierte er für Danubio in der Clausura 2010 acht Spiele (kein Tor) in der Primera División.

### Nationalmannschaft
González war Mitglied der von Gustavo Ferrín trainierten U-17-Auswahl Uruguays. Mit dieser nahm er an der U-17-Südamerikameisterschaft 2005 in Venezuela teil und wurde Vize-Südamerikameister. Bei der U-17-Weltmeisterschaft 2005 stand er ebenfalls dem uruguayischen Kader. Im Verlaufe des WM-Turniers bestritt er ein Länderspiel (kein Tor).

### Erfolge
- U-17-Vize-Südamerikameister: 2005
- Uruguayischer Meister: 2006/07